# Gilberto Duarte
Gilberto Duarte, född 6 juli 1990, är en portugisisk handbollsspelare som spelar för Pays d'Aix UC och det portugisiska landslaget. Han är högerhänt och spelar som vänsternia.